# EyeTap
EyeTap es una pantalla montada en la cabeza de estilo monocular que se coloca delante del ojo y combina las funciones de una cámara y una pantalla. El EyeTap muestra imágenes generadas por computadora en la escena percibida por el usuario.
EyeTap implementa la realidad aumentada, es decir, complementa las percepciones sensoriales del usuario con información asistida por computadora. A diferencia de la realidad virtual, donde los cascos de realidad virtual cerrados protegen al usuario del entorno, el usuario de EyeTap continúa percibiendo su entorno.
EyeTaps captura algunos de los rayos de luz entrantes frente al ojo para capturar lo que el ojo ve con la mayor precisión posible. Una cámara digitaliza la imagen capturada de la escena y la envía a una computadora, que la pasa a un proyector después del procesamiento. El proyector refleja la imagen procesada de nuevo a la vista donde fue tomada anteriormente, sobre la escena original. En el ojo, por lo tanto, en última instancia, tanto los rayos de luz que pasan a través del EyeTap sin cambios, como los rayos de luz generados artificialmente. Esto da como resultado una superposición limpia y transparente de la imagen real y la imagen generada por computadora. Stereo EyeTaps altera la visión de ambos ojos por igual, pero la mayoría de los prototipos solo captan la luz de un ojo por simplicidad.
EyeTap también es el nombre de una empresa fundada por el inventor Steve Mann. Steve Mann es un conocido visionario de la tecnología cyborg, promotor de la informática portátil y crítico de la vigilancia estatal (ver Sousveillance).

## Usos posibles
Un EyeTap es algo así como una pantalla frontal. Sin embargo, la principal diferencia es que la computadora no solo proyecta la pantalla, sino que también accede a la escena percibida por el ojo. De esta manera, es teóricamente posible cambiar la imagen generada por computadora dependiendo de la imagen natural. Tal uso sería concebible, por ejemplo, en los deportes: el usuario del EyeTap podría seguir en el estadio a un jugador específico en el campo, mientras que la computadora contiene datos estadísticos en un pequeño cuadro de información sobre el jugador en espera. Los "Criterios EyeTap" son un intento de definir qué tan cerca de un ideal es un dispositivo realmente útil. EyeTaps se utilizará principalmente en áreas donde los usuarios se beneficiarían de la información visual, interactiva y en tiempo real. Esta técnica a veces se denomina "realidad aumentada".
Además, ofrecen una variedad de usos militares, como la determinación rápida de distancias, la detección de enemigos o la información sobre el terreno.

## Funcionalidad

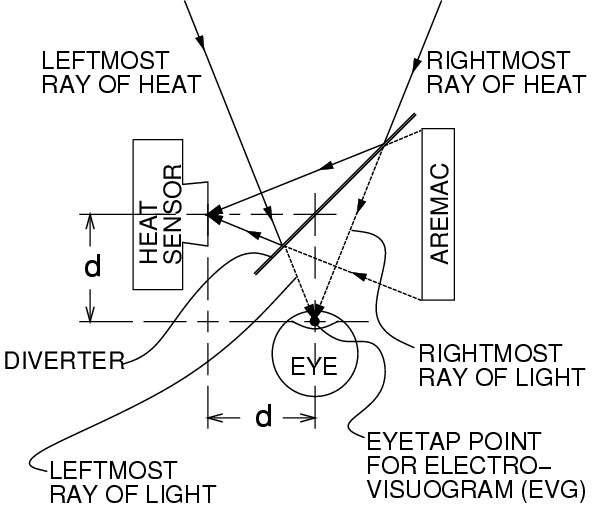
Ojo Térmico

Un EyeTap generalmente está equipado con una fuente de luz láser controlada por computadora que sintetiza nuevas imágenes para el ojo. Como resultado, por ejemplo, una cartelera que el usuario ve, puede usarse para mostrar un mensaje personal, como un correo electrónico. Aunque un fabricante de pantallas montadas en la cabeza ha elegido un nombre muy similar ("eyetop"), un EyeTap no es solo una pantalla simple, sino también un dispositivo de grabación.
Dado que el dispositivo intercepta haces de luz que coinciden con los rayos que inciden directamente en el centro del ojo, al mirar directamente al ojo de un "registrador de cyborg" se revela algo que parece una lente o una instalación similar, justo en la cavidad ocular. Parece estar montado. Esto se debe a que el iris de la lente de vidrio está grabado exactamente en el iris del ojo, el mismo punto en el que los rayos de luz láser pasan a la retina.
El principio de EyeTap también se puede aplicar a otras formas de energía electromagnética.